# University of Tennessee
University of Tennessee  (också känt som Knoxville, UT Knoxville, UTK, or UT) är ett statligt universitet i Knoxville, Tennessee, USA. Grundat 1794 två år före staten blev en del av USA.

## Idrott
De tävlar med 18 universitetslag i olika idrotter via deras idrottsförening Tennessee Volunteers/Lady Volunteers.
Universitetet har en sportstadium vid namnet Neyland Stadium för deras lag i amerikansk fotboll, arenan har en kapacitet på 102 455 åskådare.